# Cole House
Cole House (né le 5 février 1988) est un coureur cycliste américain.

## Biographie
En 2009, il remporte à 21 ans le Grand Prix Waregem, réservé aux coureurs espoirs. En 2011, il rejoint l'équipe RealCyclist.com.

## Palmarès
- 2006
  - 5e étape du Tour de l'Abitibi

- 2008
  - 3e étape du Tour du Belize (contre-la-montre par équipes)

- 2009
  - Grand Prix Waregem

- 2010
  - 3e étape de la Valley of the Sun Stage Race
  - 11e étape de l'International Cycling Classic

- 2011
  - 2e et 3e étapes de la Tucson Bicycle Classic
  - 3e étape de la Redlands Bicycle Classic
  - 1re étape de la Sea Otter Classic

- 2012
  - 3e étape de la Tucson Bicycle Classic

- 2013
  - 1re étape de la Sea Otter Classic

## Classements mondiaux
| Année            | 2008  | 2009 | 2010 |
| ---------------- | ----- | ---- | ---- |
| UCI Europe Tour  | 1077e |      | 953e |
| UCI America Tour | 168e  |      |      |